# فابیو آدوباتی
فابیو آدوباتی (انگلیسی: Fabio Adobati؛ زادهٔ ۸ آوریل ۱۹۸۸) بازیکن فوتبال اهل ایتالیا است.
از باشگاه‌هایی که در آن بازی کرده‌است می‌توان به باشگاه فوتبال کومو اشاره کرد.